# Priscila Flor da Silva
Priscila Flor da Silva (nacida el 22 de agosto de 2004 en São Gonçalo do Amarante, Río Grande del Norte, Brasil) es una futbolista brasileña que juega como delantera en el Club América Femenil de la Liga MX Femenil y en la Selección femenina de fútbol de Brasil.

## Trayectoria
Priscila se unió al Internacional en octubre de 2021 tras ser descubierta en un torneo de fútbol 7. Debutó profesionalmente dos días después de su llegada, anotando dos goles en una victoria por 10-0 en el Campeonato Gaúcho de Fútbol Femenino.
En 2023, fue la máxima goleadora de la Copa Libertadores Femenina, con ocho goles en seis partidos. En 2024, fichó por el Club América Femenil de la Liga MX Femenil.

## Carrera internacional
Priscila debutó con la selección absoluta de Brasil en noviembre de 2023, en un amistoso contra Japón, donde anotó su primer gol internacional en la victoria por 4-3.

## Logros
Internacional
- Campeonato Gaúcho de Fútbol Femenino: 2021, 2023

Brasil
- Medalla de plata en los Juegos Olímpicos de París 2024[4]